# Wartsteinkapelle

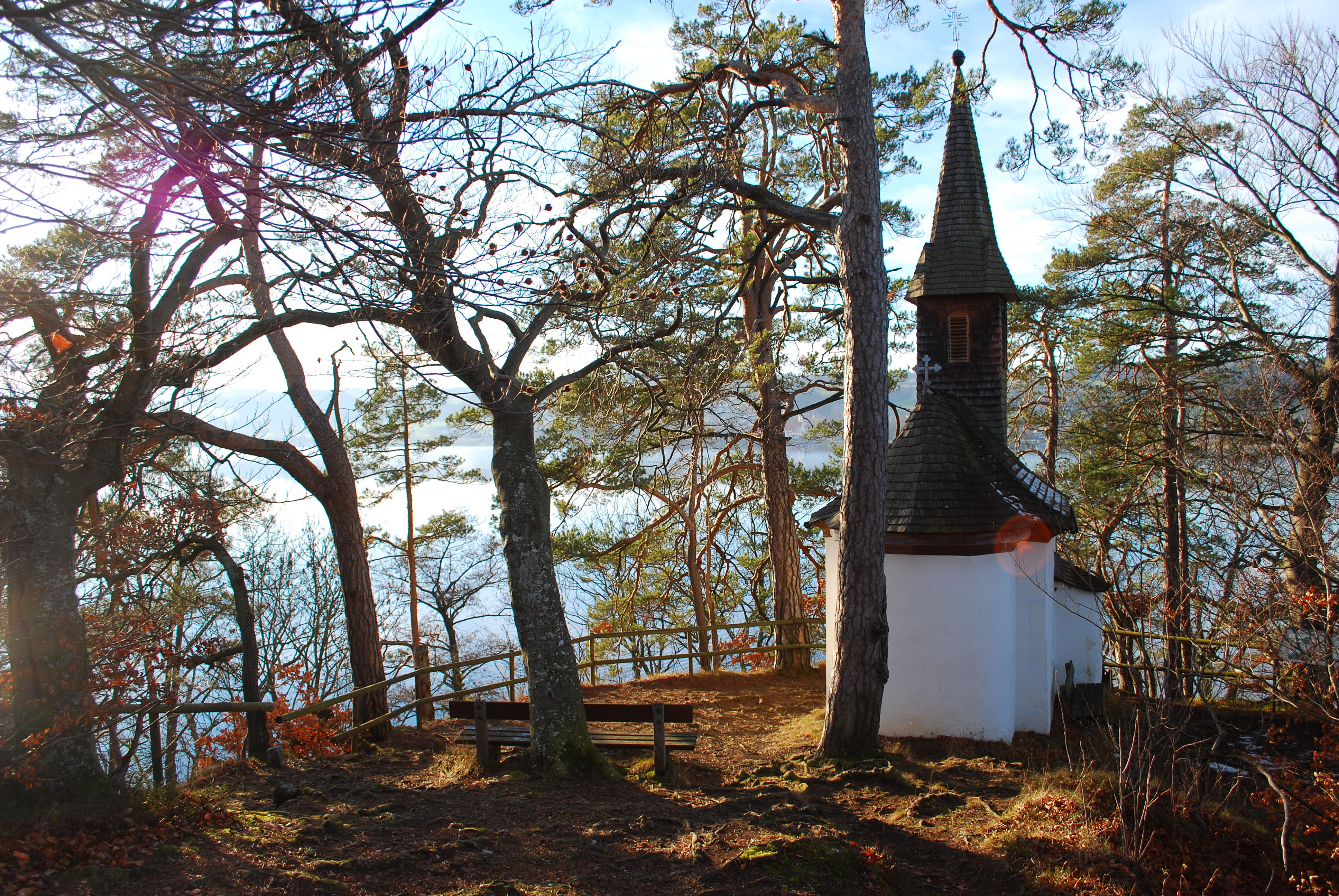
Katholische Wartsteinkapelle hl. Anna in Mattsee

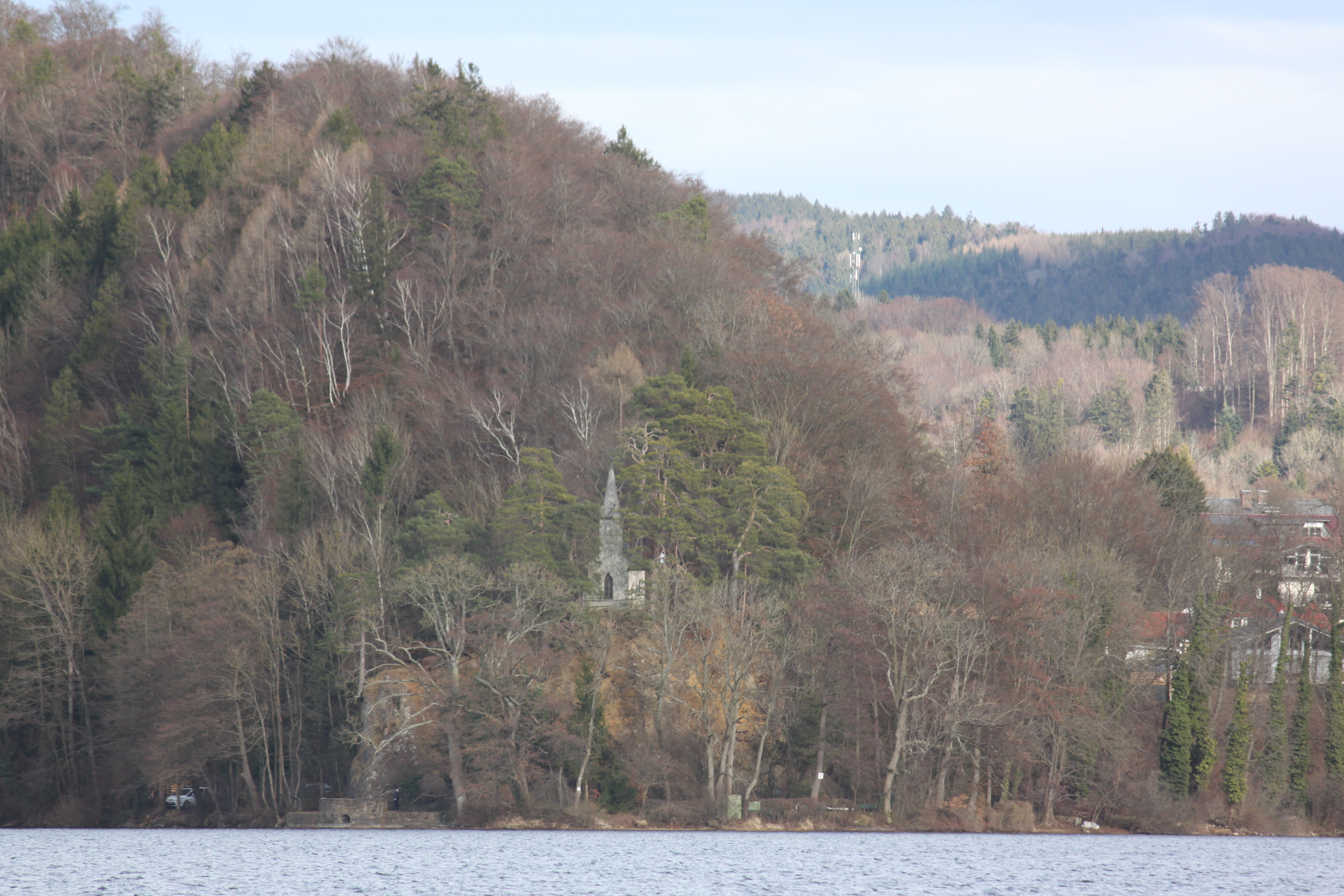
Wartstein und Wartsteinkapelle vom Obertrumer See gesehen

Die Wartsteinkapelle steht am Westende des Wartsteins auf einem bewaldeten Felsvorsprung mit Blick über den Obertrumer See nach Seeham in der Marktgemeinde Mattsee im Flachgau im Land Salzburg. Die Kapelle steht unter Denkmalschutz (Listeneintrag).

## Geschichte
Der Stiftsdechant Johann Sebastian Wiesinger ließ während seiner Amtszeit (1680–1713) die Kapelle erbauen.
Ebendort hatte auch ein Einsiedler seine Behausung. Gingen seine Nahrungsvorräte zur Neige, läutete er die Glocke der Kapelle und Bewohner der naheliegenden Seeortschaften Anzing und Fisching brachten ihm Lebensmittel. Der letzte Einsiedler Johann Enzinger verstarb 1787.
Eine Nachbildung der Wartsteinkapelle wurde 1977 vom Kameradschaftsbund zur 1200-Jahr-Feier vom Stift Mattsee im Süden des Buchberges am Weg von Paltingmoos nach Untermayrhof errichtet.

## Beschreibung
Der kleine Barockbau mit Langhaus und leicht eingezogenen rund geschlossenen Chor unter einem Schindeldach trägt einen Giebelreiter. Die Fenster und das Portal zeigen oben geschwungene karniesbogenförmige Abschlüsse.
Das Kapelleninnere zeigt kreuzgewölbte Joche. Der Betraum ist durch eine vergitterte Arkade vom Hauptjoch getrennt. Im Chor steht ein kleiner Altaraufbau, darunter eine Plastik Christus im Grabe.
Eine Gemäldekopie zeigt die seltene Darstellung Christus als Apotheker und Maria in guter Hoffnung.